# ザンスカール
ザンスカール (Zanskar) は、カルギル地方（インド北西部のラダック連邦直轄領）にある高地の地名である。チベット民族が住む。ラダック王国に服属していたが、19世紀に同王国とともにカシミール王国へ併合された。また古くはグゲ王国 (Guge) や吐蕃王国の版図に属していた。ザンスカールはチベット語で「白い銅」を意味し、銅の産地として知られていたことに由来する。チベット文字ではཟངས་དཀར། (zangs dkar) と書き、ラダック語ではザンスカール、標準チベット語（ラサ方言）ではサンカルと読む。ザンスカール当地の方言でもザンカルに近い。パドゥム (dpa' gtum: Padum) がこの地方の中心都市である。

## 地理

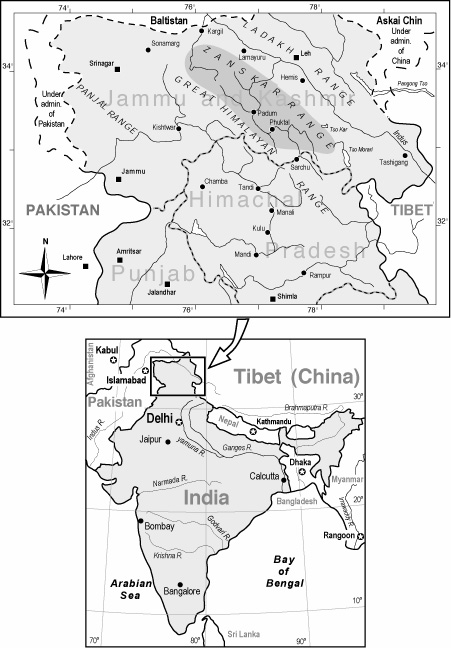
ザンスカールの位置

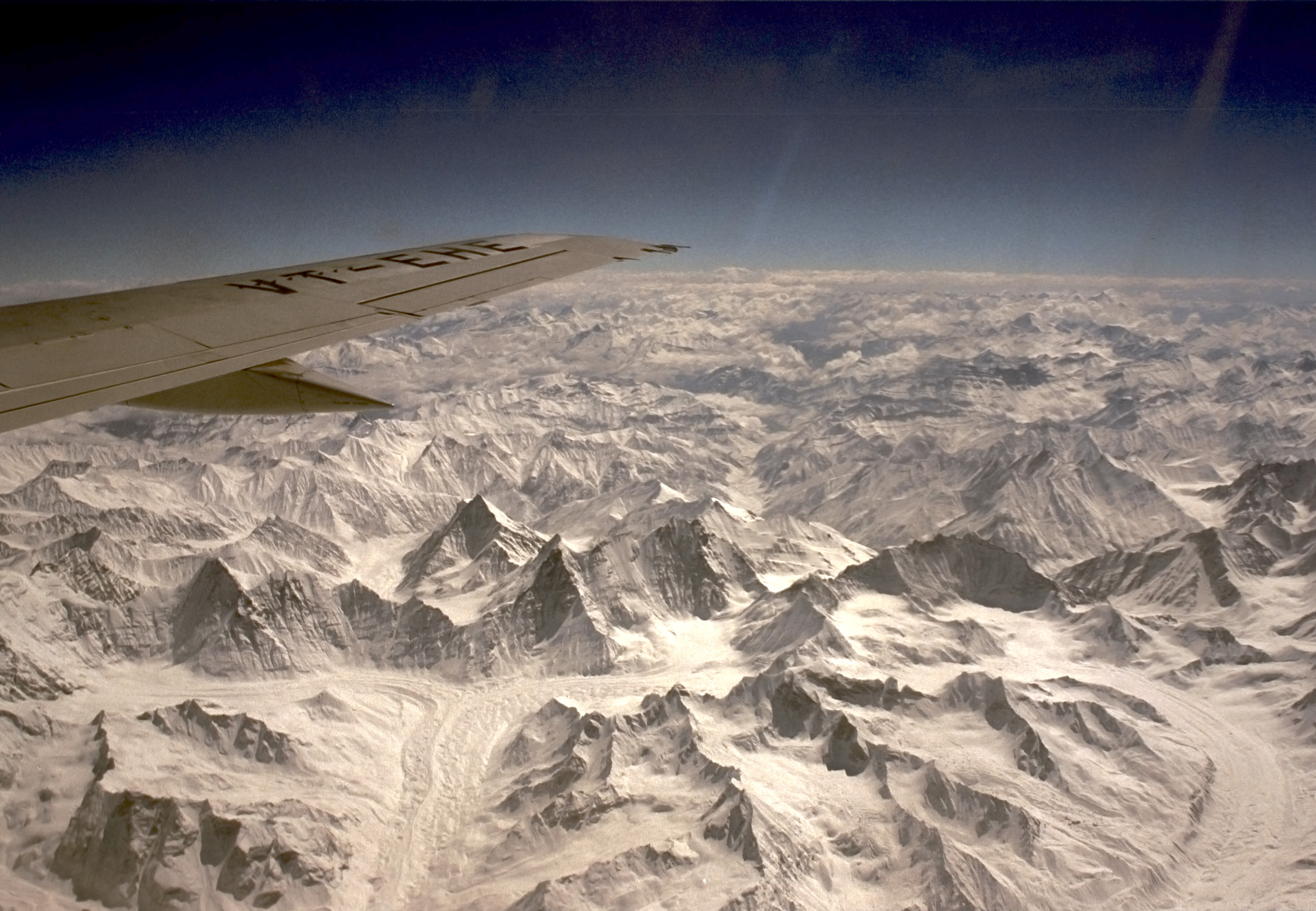
ザンスカール・ラダック周辺の山域

ザンスカールは標高3500mから7000mに及ぶ高地で、約7000平方キロメートルの面積がある。このザンスカール高地はザンスカール河の2つの支流域から成る。ドダ河(Doda)はペンシ峠(Pensi-La,4400m)の近くにその源があり、パドゥム(Padum,ザンスカールの首都)の方へ延びている本谷に沿って南東に流れている。もう一つの支流はルンナク河(Lungnak)(またはリンティLingti、あるいはツァラプTsarapとも言う)で、その河はさらに二つの支流に分かれる。
一つはシンゴ峠(Shingo-La)の近くを源流に持つクルギアク河(Kurgiakh-chu)である。もう一つはバララチャ峠(Baralacha-La)の近くを源流に持つツァラプ河(Tsarap-chu)である。これらの2本の支流は、プルネ村(Purne)の下で合流し、ルンナク河になる。ルンナク河は北西方向に延びる非常に険しい渓谷を通り、パドゥム谷に流れ込む。そこでドダ河と合流しザンスカール河となる。
ザンスカール河は、ラダックでインダス河にぶつかるまで北東方向に進む。ドダ谷とリンティ-クルギアク谷(Lingti–Kurgiakh)の両側には北西から南東方向に延びる高山帯が横たわっている。
ザンスカールの南西方向にはヒマラヤ山脈があり、ザンスカールをキツワル(Kisthwar)とチャンバ盆地(Chamba)から隔てている。北東方向にはザンスカール山脈があり、ザンスカールをラダックと隔てている。全てのザンスカールの河川はザンスカール河に注ぎ、ザンスカール山脈に切り立った渓谷を形成し、この地方唯一の出口となっている。
これらの地形上の特徴は、ザンスカールへのアクセスの難しさを説明している。ヒマラヤ地域との交流は、結氷期のザンスカール河と山岳地帯を通ることによって行なうしかない。カルギリからのもっとも簡単なアプローチでも、険しいスル谷を通り抜けペンシ峠を越えなければならない。1979年、このルートにザンスカールにおける唯一そして初めての自動車道ができた。この自動車道によってパドゥムが、ラダックを通りスリナガルと結ばれた。
これほど辺鄙な場所であったため、最近までここを訪れた西洋人は非常に僅かであった。ハンガリー人チベット研究家のチョーマ・ド・ケレス（Alexander Csoma de Kőrös）がこの地を訪れたのは1823年であるが、それがおそらく西洋人として最初であると思われる。しかも、パキスタンと中国との国境紛争のため1974年まで外国人は立ち入り禁止にされてしまった。

## 植物と動物
ザンスカールの植物のほとんどは谷の下流域で見られ、高山植物と寒帯植物から成る。幾万ものエーデルワイスでおおわれた草原は、ザンスカールで最も印象的な光景である。標高の低いところでは大麦、レンズ豆とジャガイモなどが収穫される。その地域ではヤク、ゾ(dzo ヤクと牛の交雑種)、羊、馬と犬のような家畜も見ることが出来る。
ザンスカールで見つけるとこの出来る野生動物はマーモット、クマ、オオカミ、ユキヒョウ、キャン(Kiang ウマ科の動物・チベットロバ)、バーラル(ヒマラヤン・シープ)、アルペン・アイベックスがいる。そのほかに野生のヒツジとヤギ、ヒゲワシなども見られる。

## 気候
ザンスカール高地は、ヒマラヤ山脈の北にある高地の半砂漠地帯に位置する。ヒマラヤ山脈はラダックとザンスカールをモンスーンから隔てる障壁となっている。そのため、夏には乾燥して快適な気候となる。ここ数十年間、年間降水量は増加傾向を示しているものの、夏季の降水量は不足している。
古代から、ザンスカールの村々には遠方から水が引かれている。水は畑に撒かれたり、水車などもにも利用されてきた。最近の干ばつにより水源が枯渇し、見捨てられた村も出てきた。
大部分の降水は厳しくて長い冬季に雪として降ってくる。ザンスカールの家屋は概して頑丈であるが、増加した降雪のため屋根が壊れるなどの被害が発生している。ザンスカールの地元民にとっては初めての事態である。冬の間に降った雪は降り積もって氷河になる。氷河は夏になると融けて、重要な灌漑用水となる。

## 人々

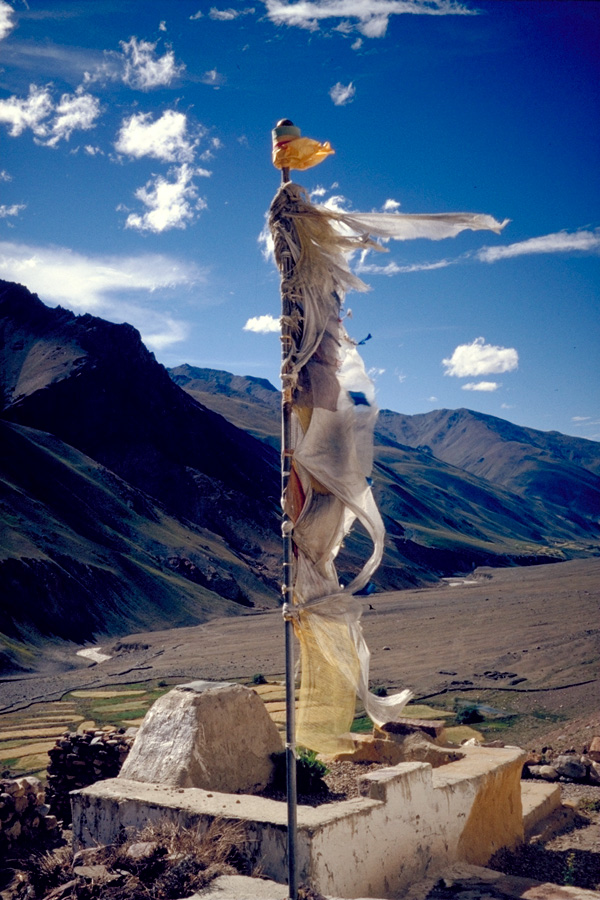
タンツェと呼ばれる旗。人々は祈りをこめてこれをゴンパや峠に掲げる。

ザンスカールの人口は少ない。1971年の最後の国勢調査によると、人口は6,886人であった。2020年の町の人口は2万人と記録されている。主な宗教はチベット仏教である。その一方でシャーマニズムの影響も強く残っている。また、イスラム教シーア派の少数民族も住んでいる。

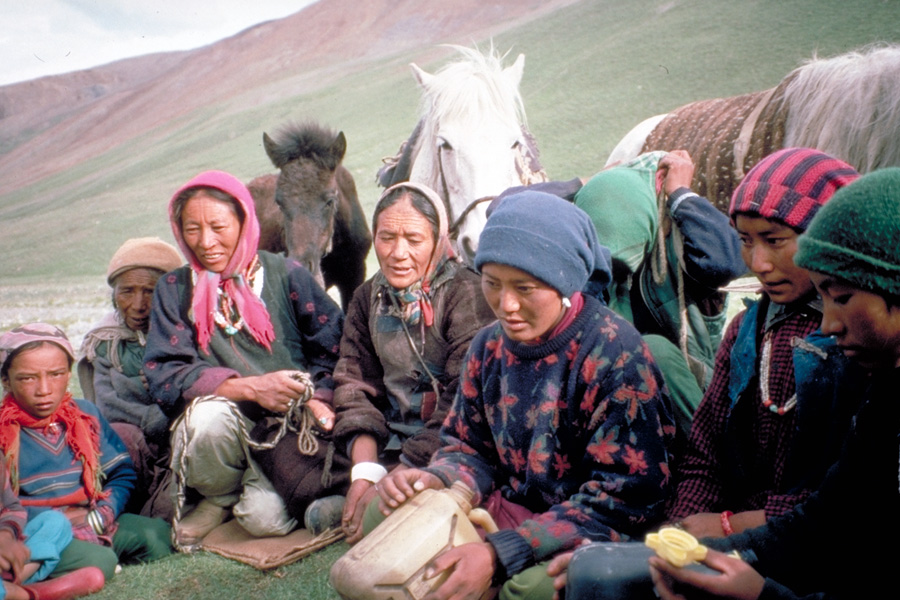
ザンスカールの女性と子供たち。夏の間、女性と子供たちは放牧のために谷を出て生活する。同じような習慣はヨーロッパアルプスにも見られる。

ほとんどの住民は散在する小さな村々で生活している。最も人口が集中する町は首都のパドゥム(Padum)で、人口は700人ほどである。ザンスカールのほとんどの村はザンスカール河と、その2つの支流域にある。この地域は隔離されており、住民は最近までほとんど完全な自給自足で生きてきた。しかし、宗教的な道具や工芸品、宝石のため外部との交易は常に必要とされてきた。

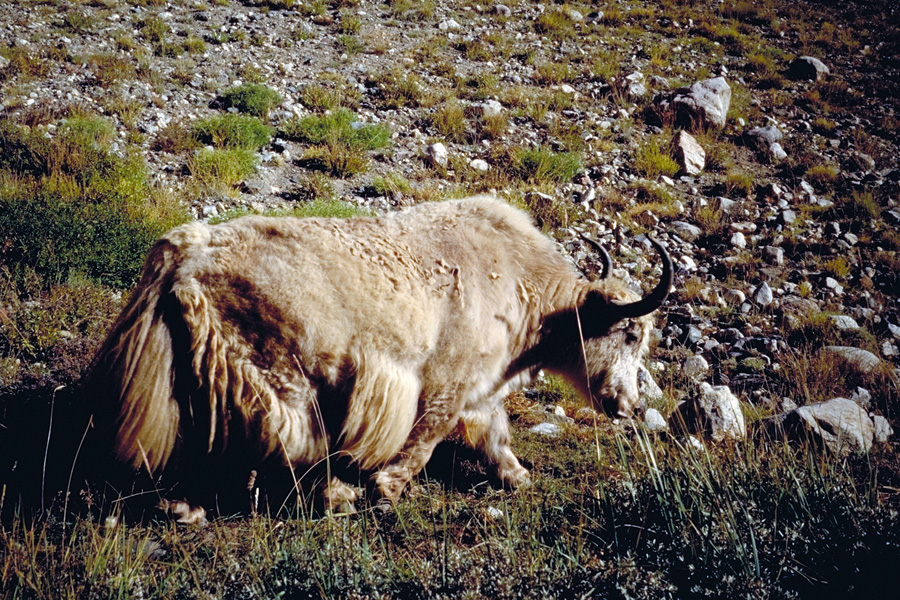
白ヤク

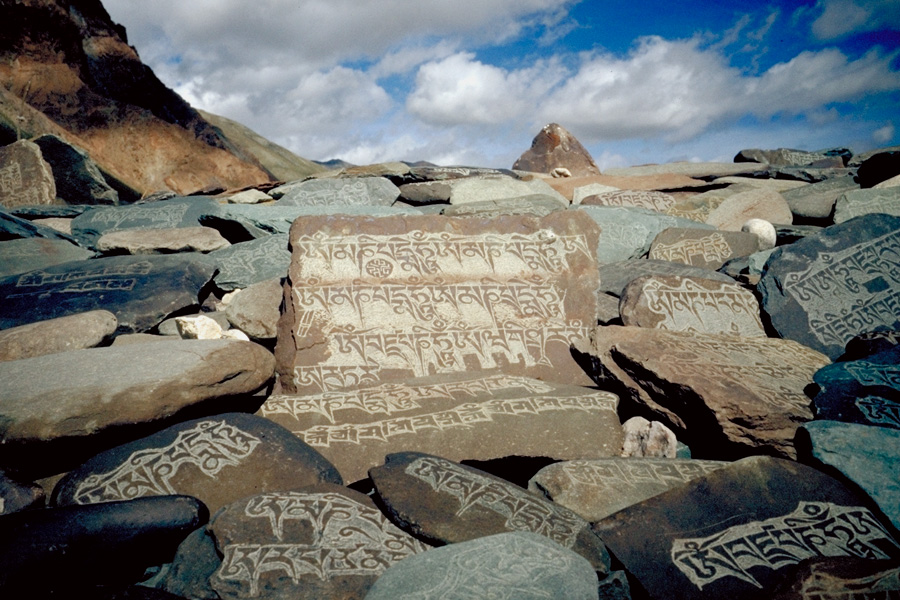
マニ石 ザンスカール

ザンスカール人の主な仕事は牛の飼育と、耕作である。耕作地は自前である。耕作できる土地は不十分で、扇状地と棚畑に制限される。標高4000m以上の高度にはほとんど耕地はなく、ザンスカール人はこのような厳しい環境で食物を得るために、集約的な農耕農業と複雑な灌漑のシステムを開発した。それでも耕作できる土地は不足しており、人口増加は抑えられてきた。ザンスカールには兄弟で妻を共有する一妻多夫制があり、これが効率的な産児制限システムとなった。また、高い乳児死亡率も人口安定性の一因となっている。夏になると、女性や子供たちは村から遠く離れて移牧をする。

## 歴史
ザンスカールでの人間の活動の最初の痕跡は、青銅器時代までさかのぼる。その時代に起因するペトログリフによると、カザフスタンと中国の間に住む中央アジアの草原のハンターであったことが示唆されている。その後、モンとして知られるインド・ヨーロッパ人がこの地域に住んでいたのではないかと考えられている。紀元前200年頃、カシミールから来た初期の仏教がザンスカールに大きな影響を与えた。この仏教の東方への伝播の後、ザンスカールと西ヒマラヤの大部分は、7世紀にチベット人に占領されました。チベット人によりボン教が浸透した。
チベットが仏教改宗した8世紀頃、ザンスカールにおいても仏教が影響力を持つようになった。10世紀頃から15世紀まで、ザンスカールは2つないし4つの血族関係のある諸侯によって構成されていた。このころ、カルシャゴンパ(Karsha)とプクタルゴンパ(Phugtal)が建設された。15世紀以降はラダック王国の属領として従属し、そのあとの運命を幸不幸ともに共有することになる。1822年、クルとラホール、キンナウルの連合がザンスカールを侵略し、パドゥム王宮を破壊する。1842年、ラダック王国はインドのジャンムー・カシュミール藩王国（1846年 - 1947年）の一部として併合される。
カシミール紛争によってラダック王国の旧領土はパキスタンと中国に分割されたが、ザンスカール地方はラダック中央部とともにインド支配地域となっている。
20世紀半ば、インド、パキスタン、中国間の国境紛争により、ラダックとザンスカールは外国人に閉鎖された。これらの戦争の間に、ラダックは元の領土の3分の2を失い、バルチスタンをパキスタンに、アクサイチンを中国に占領された。ラダックとザンスカールは、内戦と侵略の激動の歴史にもかかわらず、8世紀以来文化的および宗教的遺産を失ったことがないのが特徴である。また、伝統的なチベット文化、社会、建物が中国の文化大革命を生き延びたヒマラヤの珍しい地域の1つである。2000年頃から、道路の開通と観光客や研究者の大規模な流入は、ザンスカールの伝統的な社会組織に多くの変化をもたらした。2007年には、サバクトビバッタが襲来し、多くの村が被害を被った。

## 経済

### 家畜
ザンスカールでもっとも重要なものは家畜、特にヤクである。ヤクは穀物を脱穀したり、土地を耕したり、荷物の運搬に使われたりする。また、ヤクの糞は肥料になるだけではなく、乾燥させてこの地方唯一の燃料になる。さらに、乳を採り、肉を食べることもある。ヤクの毛皮は、衣服、カーペット、ロープ、ベッドカバーの原料となる。

### 観光
ラマユル-パドゥムルートが整備され、この地域が外国人に開放されたことで、観光客が増加している。ザンスカールの中心パドゥムを起点に、観光することができる。ザンスカールには、古いチベット仏教の雰囲気が残るゴンパ（修道院）が多数存在する。

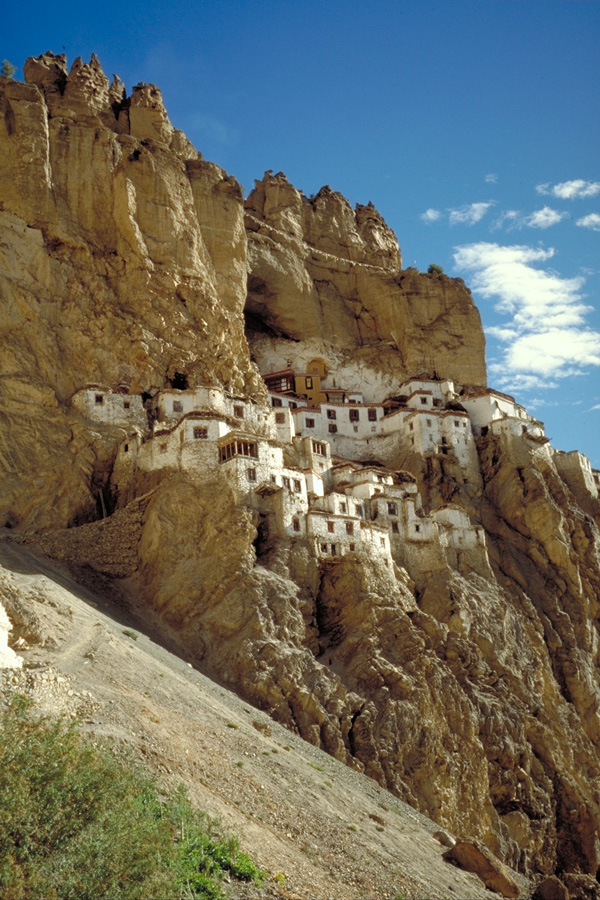
ザンスカール南東部にあるプクタル僧院

- ザンスカール南東部にあるプクタル僧院プクタルゴンパ（英語版） - Jangsem Sherap Zangpoによって早期に15世紀に設立された。ゲルク派の僧院。洞窟に建てられており、壁には16の羅漢の像がある。洞窟の奥には保護されている泉が湧いている。
- カルシャゴンパ（英語版）- ザンスカールで最も大きいゴンパ。15世紀頃、ゲルク派のファグスパ・シェスラブによって設立された。
- ストンデゴンパ（英語版） - パドゥムの北にあるゴンパ。ザンスカールで二番目に大きな僧院である。ラマ・マルパ・ロツァワによって1052年に設立された。
- ザンラ旧王宮
- バルダンゴンパ（英語版） - パドゥムの南12kmのところにあるゴンパ。輪廻を描いた曼荼羅といくつかの彫像がある。輪廻を表す曼荼羅

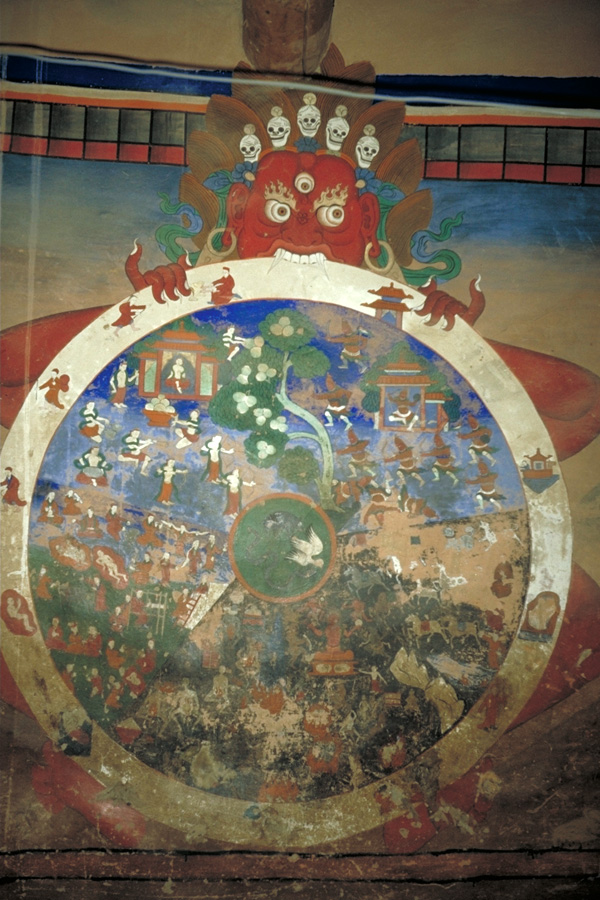
輪廻を表す曼荼羅

- リンシェゴンパ（英語版） - ザンスカールとラマユルの間にあるリンシェにあるゴンパ。1440年代に設立。
- ゾンクルゴンパ（英語版） - バルドゥル川の南西側の谷にあり2つの洞窟がある岩壁に直接建てられている。
- ピピティンゴンパ
- サニゴンパ（英語版）

観光が盛んになるにつれて、教育施設への融資が行われたり、僧院や道路の改修が行われたりしたが、高山帯の脆弱な自然環境やそこに住む人々の生活に甚大な影響を与えてしまった。旅行シーズンの終わりには、トレッキングルートやキャンプサイト周辺にゴミが捨てられるようになり、環境が変化している。地域の住民は旅行者に対してしばしば反感を示したり、物を盗んだり、物乞いをするようになってしまった。

### ホテルやゲストハウス
現在ザンスカールの中心地パドゥムには50以上ものゲストハウスやホームステイ先があるが、ほとんどは現地での予約で対応している。ザンスカールは2021年8月にインターネットが来たために、IT人材の不足等から多くのゲストハウスやホテルでIT化が遅れている。
- Padum paradise[3]
- Shingkula Guesthouse[4]
- Marq hotel[5]

## アクセス

### バスなどによるアクセス
5月中旬から10月末頃まで、レーからカルギルを経由し、ペンシ峠を超えてパドゥムまでバスを利用して行くことができる。このバスは1日おきに出発し、片道1泊2日かかる。また、レーの旅行会社を通じシェアジープなどを利用して行くことができる。11月から翌年の5月までは寒さと大雪のため、この時期の旅行は非常に難しい。この時期に入る旅行者は慎重に準備をしたうえ、知識のあるガイドを雇う必要がある。

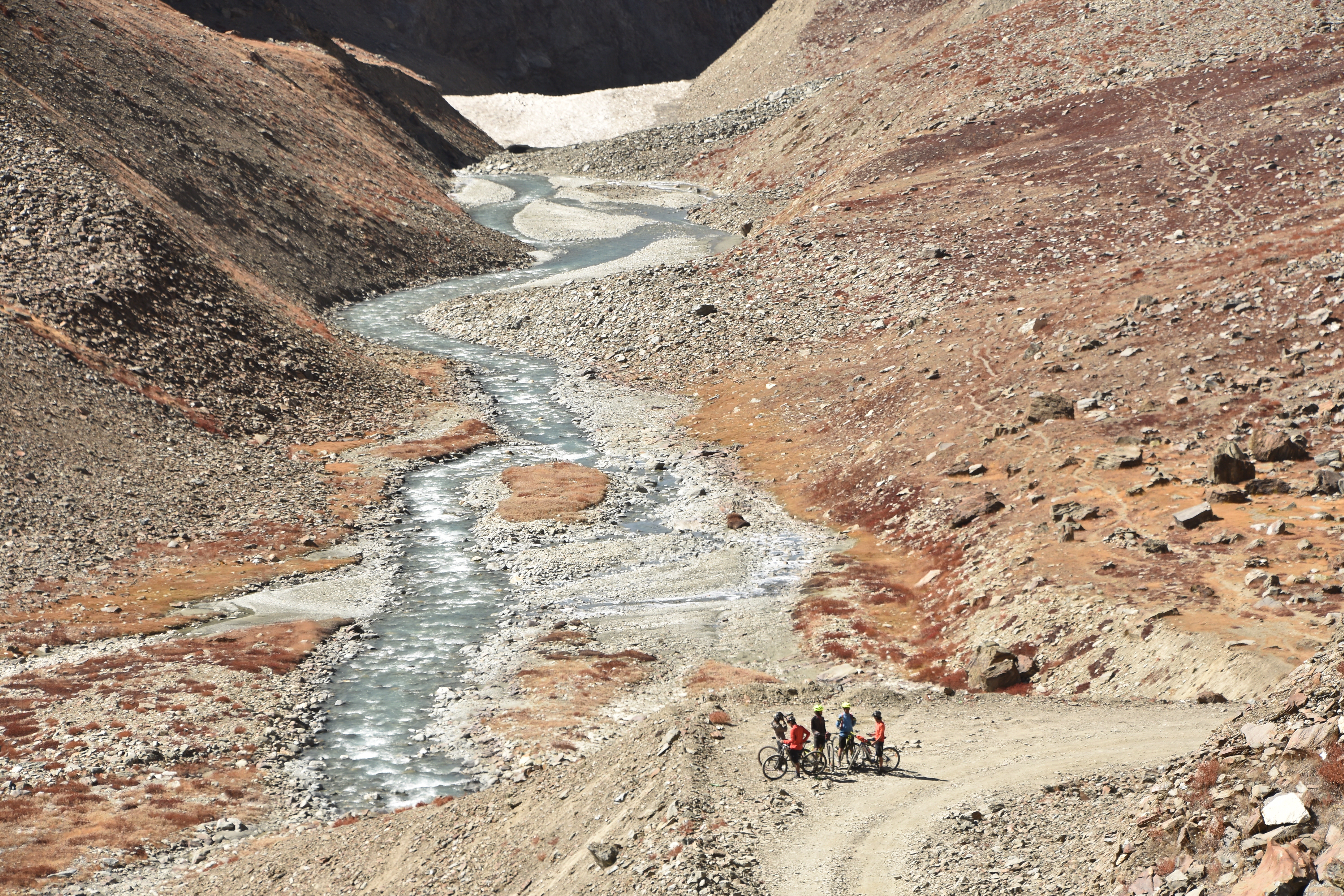
シンゴラ峠

2020年8月、インド政府はザンスカールにアクセスするためのトンネルの開発を発表した。トンネルは、レー・マナリ・ハイウェイのパセオ村（南ポータル近く）からザンスカール地域のラカン村（北ポータル近く）までの間に建設される予定である。トンネルが開通すれば、ダルチャからシンゴラ峠を超えて、ルンナク川沿いに移動し、パドゥムまでアクセスすることができる。また、マナリとレーの間で全天候型道路が開通し、冬季物流が途絶えていた状況が改善すると見込まれている。さらに2023年末までには、二車線道路が完成する予定である。

### トレッキングルート
・ラマユル(Lamayuru)パドゥム(Padum) ルート- ラマユルから南方に向かい、パドゥムを目指すルート。ルートは主に、ラマユル-シルシルラ峠-フォクトサル-センゲラ峠-リンシェ-パルフィラ峠-ピドモ-リナム-パドゥム。走破するのには約10日ほどかかる。
・ダルチャ(Darcha)パドゥム(Padum) ルート- マナリ-レー道路の途中にあるダルチャからシンゴラ峠の方に向かい、ザンスカールの南方にいたるルート。走破するには約10日ほどかかる。

### チャダル
冬季1月中旬～2月中旬頃、厳冬期であるザンスカール川は十分に凍結するため、氷上を歩くことができる。これをチャダルという。古くからチャダルにより、レーとザンスカールの間で交易・移動が行われていた。現在でも、チャダルによりザンスカールを訪れることができる。難易度が高いトレッキングではあるが、幻想的な風景を楽しむことができ、海外からも人気が高いルートである。ガイドやポーターを雇う必要がある。起点はレーから車でアクセスすることができるティラドやチリンである。ルートは主に、チリン-ティラド-ディップバオ-ニェラク-ハナムル-ピドモ-ピシュ-リナム-カルシャ-ピピティン-パドゥム。工程にもよるが、約9日かかる。